# Fiera di Muro
La fiera di Muro era una complesso di edifici a destinazione commerciale e fieristica che sorgeva nel quartiere di Veronetta a Verona, demolito nel corso del XIX secolo.

## Storia
Le fiere a Verona sono testimoniate fin dal IX secolo. La sede precedente a quella della realizzazione della fiera di Muro era presso piazza Bra, istituita nel 1632 dal podestà Andrea Cornaro con cadenza annuale per rilanciare l'economia cittadina dopo la terribile peste del 1630. Le strutture tuttavia erano in legno e furono più volte distrutte da incendi, in particolare quello del 28 ottobre 1712 convinse le autorità cittadine a costruire una fiera in muratura, che sarebbe stata la prima in Italia.
Nel 1718 il Comune di Verona decise di eleggere Scipione Maffei alla carica di "Provveditore di Comun": si trattava di un uomo di cultura e di grande esperienza, che si impegnò per conto dell'Amministrazione alla realizzazione del progetto, presentando proposte di sua stessa mano. I mercanti si proposero di finanziare la costruzione di una struttura in muratura a proprie spese per velocizzare l'iter, così il 17 febbraio 1718 il Consiglio approvò la proposta, che fu ratificata il mese successivo dal Senato veneziano. Tuttavia, alcuni intoppi ritardarono l'inizio dei lavori, che partirono solo nel 1722.
Per quanto riguarda la localizzazione di questo nuovo complesso vi furono diverse proposte: inizialmente si pensò di ricostruirla nell'attuale piazza Cittadella, poi in una vasta area a ridosso dell'attuale corso Porta Nuova, infine si individuò il Campo Marzio, una vasta area a sinistra dell'Adige, sgombro da presenze edilizie e di proprietà pubblica, fino a quel momento destinato al pascolo e alle esercitazioni militari. L'unica problematica era la presenza del Fiumicello, che lo rendeva in parte acquitrinoso.

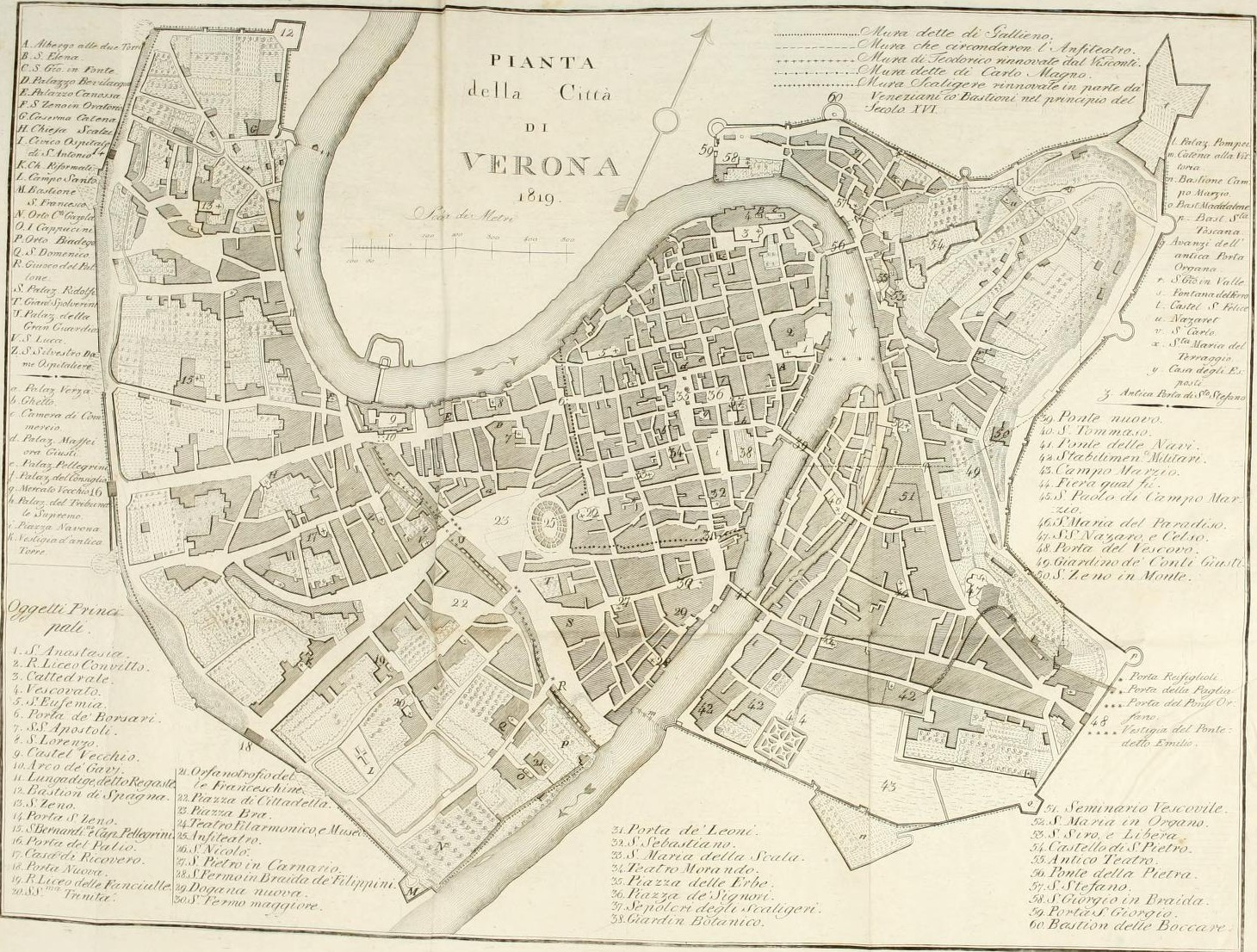
Pianta di Verona del 1819 in cui si può ancora scorgere la fiera identificata con il numero 44, collocata in basso nell'immagine in prossimità delle mura veneziane e del bastione di Campo Marzo

Due registri contabili, il primo con annotazioni che vanno dal novembre 1722 al maggio 1723 e il secondo da maggio a dicembre 1723, permettono di seguire le fasi di avanzamento del cantiere, diretto dall'architetto e ingegnere Ludovico Perini, che con il suo intervento andò anche a modificare il disegno originario del Maffei. Nel primo registro particolare importanza viene dato al livellamento dei terreni e la copertura del Fiumicello, con la realizzazione di un ponte in corrispondenza dell'ingresso principale. Nel secondo documento sono invece registrate le lavorazioni che portarono alla chiusura del cantiere ed emergono i nomi degli scultori che lavorarono al cantiere, Daniele Peracca (che realizzò le statue raffiguranti San Zeno e San Pietro Martire da collocarsi sui fianchi dell'ingresso principale, in seguito spostate presso la chiesa di San Zeno in Oratorio) e Giuseppe Antonio Schiavi (autore delle scale che davano accesso al tribunale dei Mercanti e, verosimilmente, anche di altri elementi della facciata). I lavori si conclusero nel dicembre del 1723 con la costante supervisione di Perini.
Le strutture edilizie della fiera furono abbandonate gradualmente a partire dall'età napoleonica e quindi completamente demolite nel corso del XIX secolo.

## Descrizione

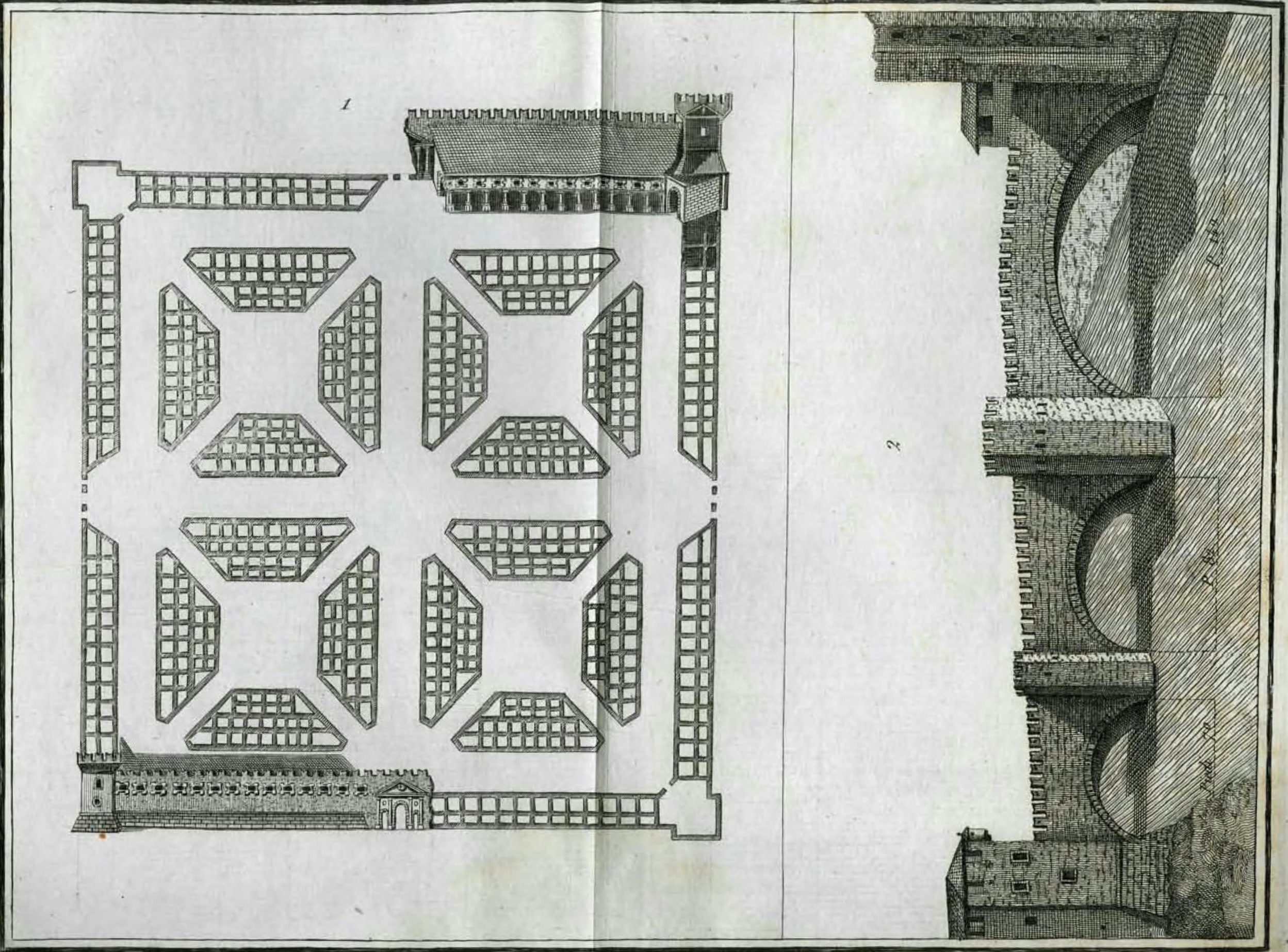
Sulla sinistra il progetto iniziale di Scipione Maffei, che si differenzia da quello realizzato per l'assenza del tribunale dei Mercanti, per la presenza di un maggior numero di botteghe e di torri angolari e merlature

Il complesso era composto da un grande recinto quadrato di 110 metri di lato, i cui quattro lati erano costituiti da una sequenza di botteghe; all’interno del recinto sedici edifici andavano a formare quattro corti di minori dimensioni, caratterizzati all’interno da una piccola piazza porticata e dotata di pozzo. In totale la fiera ospitava 124 botteghe oltre al tribunale dei Mercanti situato al centro di uno dei quattro lati, mentre negli altri tre si trovavano gli ingressi principali. Gli angoli delle quattro corti erano tagliati per consentirne l'accesso attraverso percorsi diagonali rispetto agli assi principali, in questo modo tutti i percorsi, sia quelli ortogonali alle porte d'accesso sia quelli diagonali attraversanti le corti minori, andavano ad incontrarsi nella piazza centrale di forma circolare.
Frontalmente rispetto all'ingresso principale, che si contraddistingueva per le statue dei patroni della città, San Zeno e San Pietro Martire, si trovava l'edificio più interessante, il tribunale dei Mercanti. La facciata del tribunale era ritmata da quattro semicolonne di ordine ionico che reggevano la trabeazione, la cui architrave era incurvata al centro per lasciare spazio alla Madonna con il Bambino. Il timpano troncato conteneva un orologio proveniente dalla facciata della Domus Nova di piazza dei Signori e terminava con un piccolo campanile a vela. Due statue laterali ai lati del tetto e due stemmi completavano l'edificio, di evidente stile barocco.